# Saint-Martin-de-Queyrières
Saint-Martin-de-Queyrières (okzitanisch Sant Martin de Cairiera) ist eine französische Gemeinde im Département Hautes-Alpes in der Region Provence-Alpes-Côte d’Azur. Sie gehört zum Kanton L’Argentière-la-Bessée im Arrondissement Briançon.

## Geografie
Die Gemeinde Saint-Martin-de-Queyrières liegt an der oberen Durance und grenzt im Norden an Puy-Saint-André, im Osten an Villar-Saint-Pancrace, im Südosten an La Roche-de-Rame, im Südwesten an L’Argentière-la-Bessée, Les Vigneaux und Vallouise-Pelvoux sowie im Nordwesten an Pelvoux.

## Bevölkerungsentwicklung
| Jahr      | 1962 | 1968 | 1975 | 1982 | 1990 | 1999 | 2008 | 2018 |
| --------- | ---- | ---- | ---- | ---- | ---- | ---- | ---- | ---- |
| Einwohner | 516  | 485  | 449  | 524  | 707  | 936  | 1102 | 1130 |

## Sehenswürdigkeiten
Die Kirchen Pertuis Rostan, Saint-Hippolyte, Saint-Jacques, Saint-Martin und Saint-Sébastien sowie die Kapellen Saint-Antoine und Saint-Hippolyte sind als Monuments historiques klassifiziert.

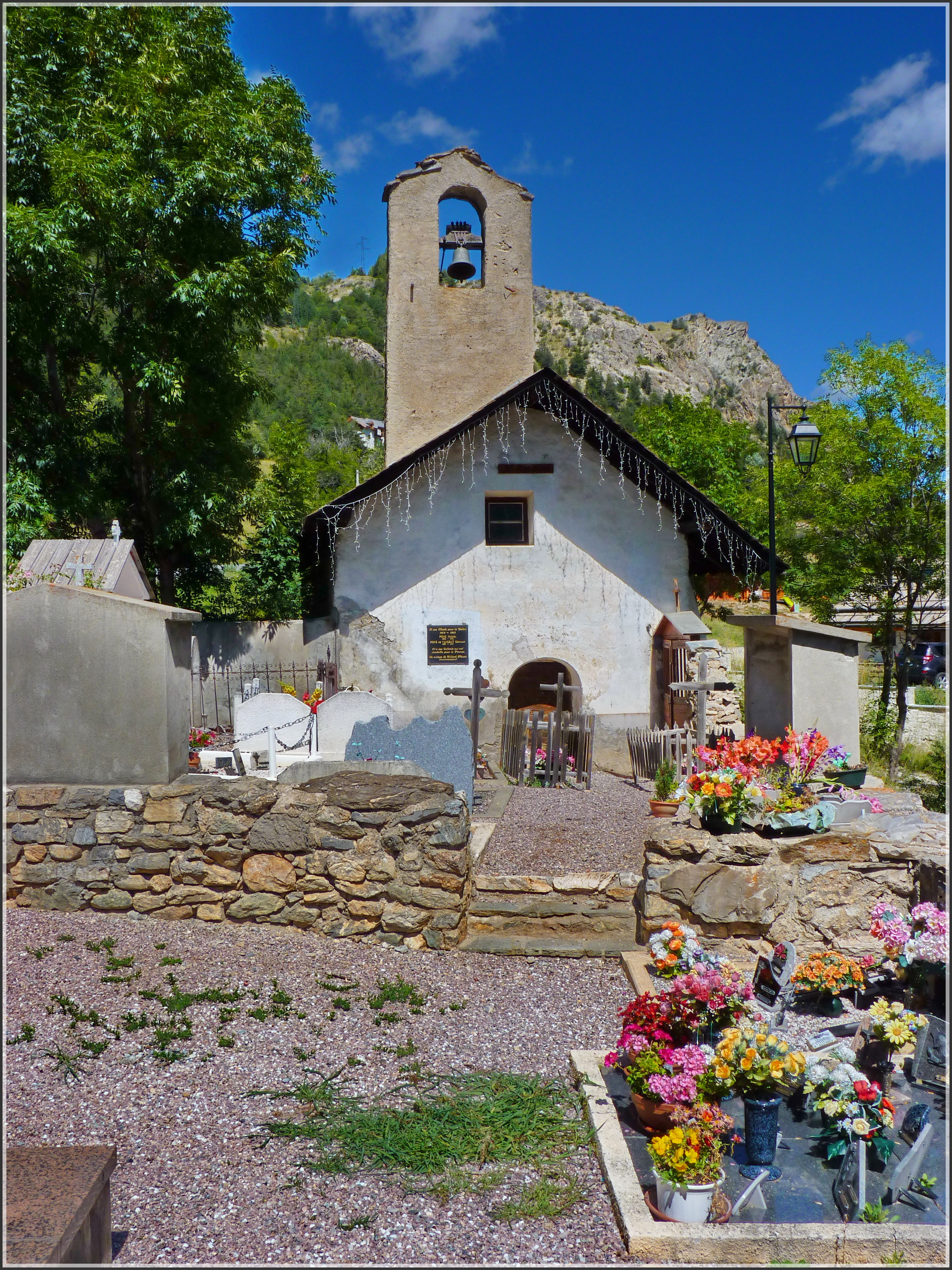
Kapelle Saint-Antoine
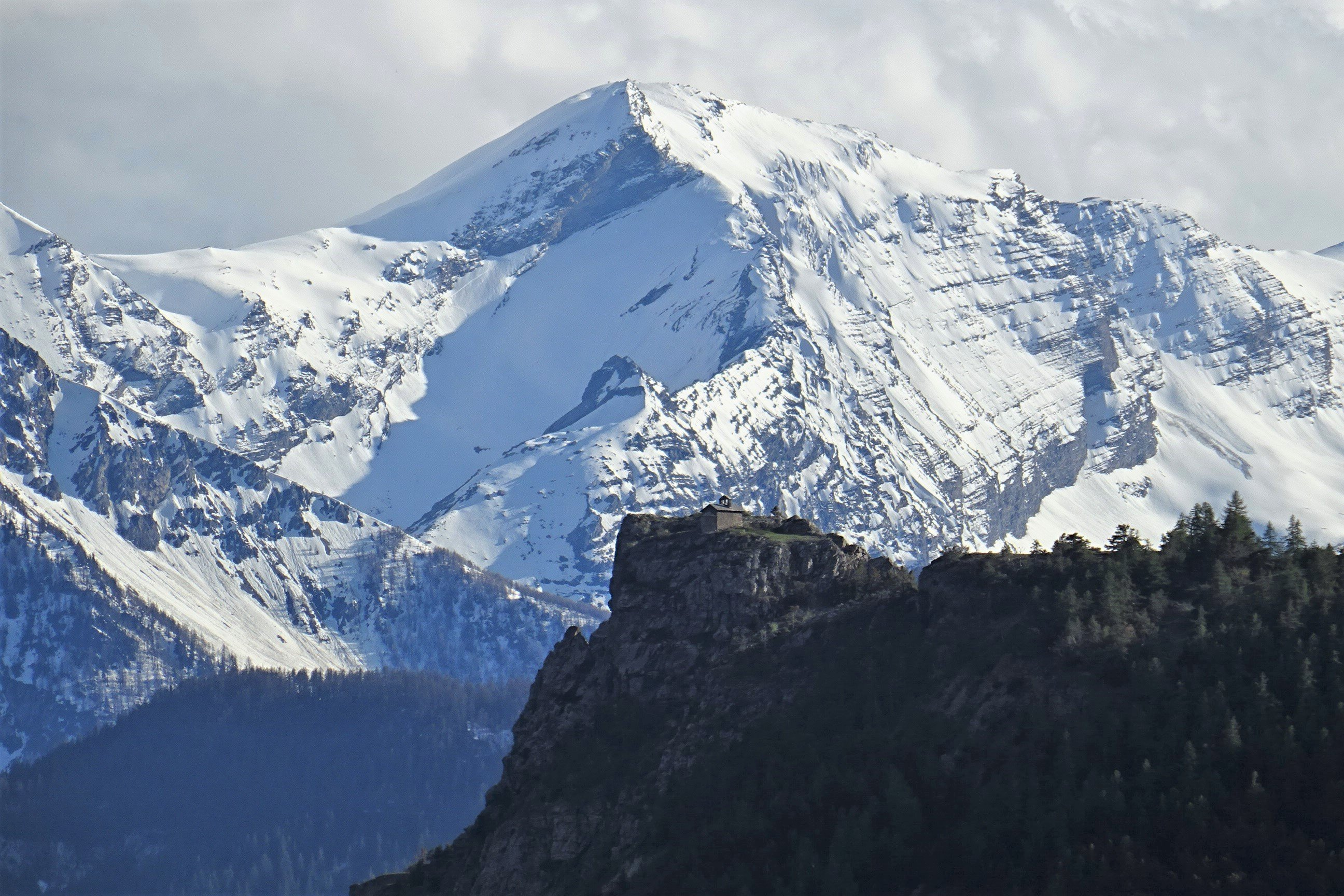
Kapelle Saint-Hippolyte